# Lincoln Z
De Lincoln Z, voorheen bekend als de Lincoln Zephyr, is een sedan uit de hogere middenklasse die vanaf 2022 door Lincoln exclusief aangeboden wordt op de Chinese markt.

## Historiek
In april 2021 presenteerde Lincoln op het Autosalon van Sjanghai de Zephyr Reflection Concept, een conceptwagen die de voorbode was van een nieuwe luxesedan die in China gebouwd wordt als opvolger van de Amerikaanse Lincoln MKZ en Lincoln Continental die voorheen beide naar China geëxporteerd werden.
De productieversie van de Chinese Lincoln Zephyr werd voorgesteld in november 2021 op de Guangzhou Auto Show. De wagen wordt gebouwd door Chang'an Ford, een joint venture tussen de Chinese autofabrikant Chang'an Motors en het Amerikaanse Ford Motor Company. De wagen is vanaf maart 2022 te koop op de Chinese markt als de Lincoln Z.

## Specificaties
De Lincoln Z wordt aangedreven door een 2,0-liter vier-in-lijn turbomotor van Chang'an Ford met een vermogen van 238 pk en een koppel van 376 Nm, goed voor een topsnelheid van 225 km/u. Het motorvermogen wordt overgebracht naar de voorwielen via een achttraps automatische transmissie. Verder beschikt de wagen over verzonken deurgrepen en een 27-inch scherm dat bijna de volledige breedte van het dashboard inneemt.